# Andreas Maislinger
Andreas Maislinger (n. 26 februarie 1955, St. Georgen bei Salzburg⁠(d), Salzburg, Austria) este un istoric și politolog austriac. El este de asemenea fondatorul și președintele Serviciului austriac din străinătate, incluzând Serviciul Austriac pentru Memoria Holocaustului, Serviciul social austriac și Serviciul austriac de pace. Este de asemenea fondatorul Premiului Austriac pentru Memoria Holocaustului  și al Zilelor de istorie contemporane Braunau am Inn.

## Biografie
Maislinger a studiat dreptul și științele politice în Salzburg și științele politice și istoria est-europeană la Viena, cu vizite de studiu în Frankfurt am Main și Innsbruck. În timpul studiilor sale la Salzburg, Maislinger a susținut participarea austriacă la Centrul Internațional de Întâlnire a Tineretului din Oświęcim / Auschwitz, însă Președintele austriac Rudolf Kirchschläger a refuzat la început. Ulterior, Președintele Kirchschläger a recunoscut valoarea propunerii de serviciu civil a lui Maislinger pentru reconciliere și ispășire legată de Holocaust.
În 1980 a obținut doctoratul pentru o disertație despre problemele politicii austriece de apărare. Apoi a ocupat posturi la Institutul de Științe Politice de la Universitatea Innsbruck, ca profesor asistent invitat la Universitatea din New Orleans, la Universitatea ebraică din Ierusalim și la Universitatea Humboldt din Berlin pentru o lucrare de cercetare.
În 1982 a co-fondat grupul de lucru al inițiativelor de pace non-guvernamentale din Austria, iar în 1986 a devenit membru al comitetului fondator al societății austro - israeliene a landului Tirol. Până în 1996 a publicat articole în „Jüdische Rundschau” (Gazeta Evreiască).

## Serviciul memorial al Holocaustului austriac
Maislinger a fondat Serviciul austriac pentru Memoria Holocaustului (AHMS) împreună cu Andreas Hörtnagl. El a pledat cu succes pentru instituirea legală a acestui tip de alternativă la serviciul militar obligatoriu, care vizează promovarea educației și sensibilizarea cu privire la Holocaust.
Primul tânăr austriac și-a început AHMS la Muzeul Auschwitz-Birkenau la 1 septembrie 1992. De atunci, mai mult de 500 de reprezentanți ai AHMS-ului au lucrat în 23 de țări din întreaga lume. Printre susținătorii proeminenți ai acestui program sunt Simon Wiesenthal și Teddy Kollek.

## Casa responsabilități - House of Responsability (HRB)
Ca reacție la participarea partidului FPÖ (Partidul Liberal Austriac) sub conducerea lui Jörg Haider în guvernul federal austriac din 2000, Maislinger a sugerat, ca în orașul Braunau am Inn să se înființeze o „Casă a responsabilității” în casa de naștere a lui Adolf Hitler. 

## Premii

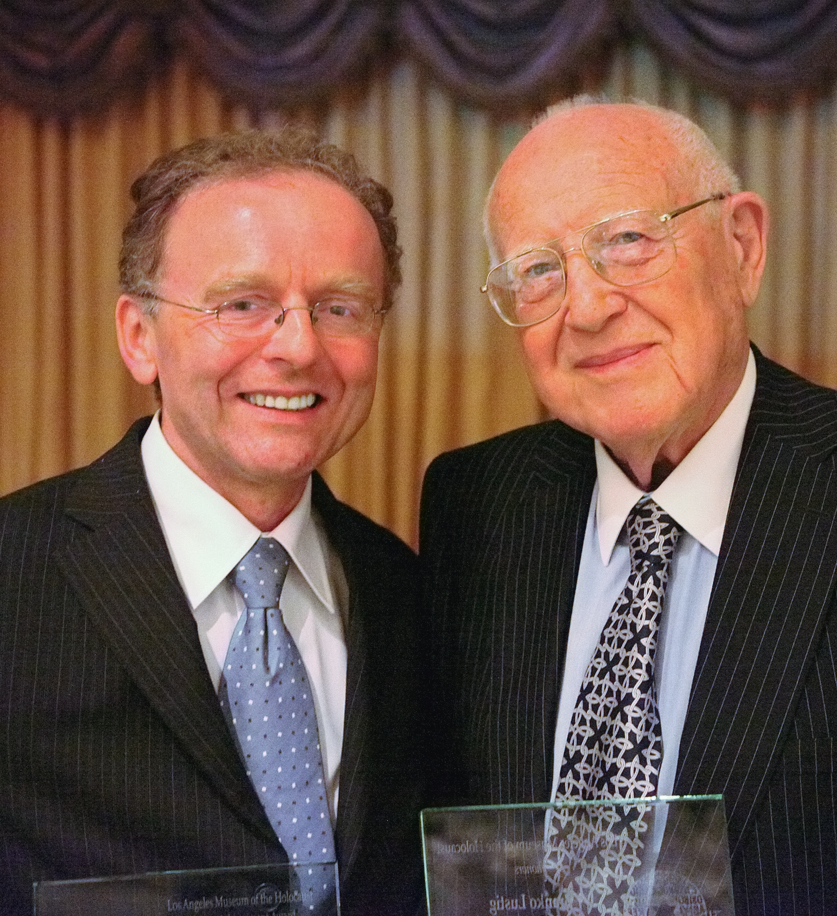
Andreas Maislinger împreună cu Branko Lustig (Los Angeles, 2009)

În 2005, Maislinger a primit decorația de onoare în argint pentru servicii aduse Republicii Austriece de la președintele Austriei, Heinz Fischer, și medalia de merit a landului Tirol de la Herwig van Staa și Luis Durnwalder.
În plus, Andreas Maislinger a fost distins cu un Lifetime Achievement Award pentru „lupta sa de un deceniu pentru obținerea recunoașterii oficiale a unui serviciu alternativ filantropic în locul serviciului militar obligatoriu în Austria” la Cina Anuală a Muzeului Holocaustului din Los Angeles, împreună cu supraviețuitorul Holocaustului și producătorul Branko Lustig (Lista lui Schindler).